# Ciona antarctica
Ciona antarctica är en sjöpungsart som beskrevs av Hartmeyer 1911. Ciona antarctica ingår i släktet Ciona och familjen Cionidae.
Artens utbredningsområde är Södra Ishavet. Inga underarter finns listade i Catalogue of Life.